# حشره‌خوار درختی کالامیان
حشره‌خوار درختی کالامیان(نام علمی: Tupaia moellendorffi) نام یک گونه از تیره حشره‌خوار درختی سنجابی است.